# 巴多维克
巴多维克是德国下萨克森州的一个市镇。总面积23.27平方公里，总人口6451人，其中男性3181人，女性3270人（2011年12月31日），人口密度277人/平方公里。